# 渝昆高速鉄道
渝昆高速鉄道（ゆこんこうそくてつどう）は中華人民共和国重慶市と雲南省昆明市を結ぶ全長698.96km・設計速度350kmの高速鉄道。
複線・電化。本線は重慶西駅を起点とし、四川省瀘州市・宜賓市・雲南省昭通市を経て、昆明南駅にて滬昆旅客専用線と接続する。